# Савицька Світлана Євгенівна
Світла́на Євге́нівна Сави́цька (рос. Светлана Евгеньевна Савицкая; нар. 8 серпня 1948)  — льотчик-космонавт СРСР, двічі Герой Радянського Союзу (1982, 1984). Першою з жінок зробила вихід у відкритий космос, де провела 3 години 35 хвилин. Заслужений майстер спорту СРСР (1970), кандидат технічних наук (1986).

## Життєпис
Народилася 8 серпня 1948 року в Москві в родині маршала авіації, двічі Героя Радянського Союзу Євгена Яковича Савицького. У 1966 році закінчила школу.
Після закінчення середньої школи вступила в інститут і одночасно сіла за штурвал літака. Освоїла типи літаків МіГ-15, МіГ-17, Е-33, Е-66Б. Займалася парашутною підготовкою.
Встановила 3 світових рекорди в групових стрибках з парашутом зі стратосфери і 15 світових рекордів на реактивних літаках. Абсолютна чемпіонка світу з вищого пілотажу на поршневих літаках (1970). За свої спортивні досягнення в 1970 році була визнана гідною звання заслужений майстер спорту СРСР.
У 1971 році закінчила Центральну об'єднану льотно-технічну школу при ЦК ДТСААФ СРСР, отримала кваліфікацію «льотчик-інструктор».
У 1972 закінчила Московський авіаційний інститут (МАІ) імені Серго Орджонікідзе і почала працювати в Центральному аероклубі ім. В. П. Чкалова в Москві на посаді льотчика-інструктора.
У 1974 році закінчила спеціальний курс навчання пілотування МіГ-21 і була відряджена до Школи льотчиків-випробувачів Льотно-дослідницького інституту (ЛІІ) для виконання рекордних робіт.
У 1976 році закінчила літакове відділення Школи льотчиків-випробувачів Льотно-дослідницького інституту (ЛІІ) Міністерства авіаційної промисловості (МАП) у місті Жуковський і перейшла на роботу в НВО «Взлет» Мінрадіопрома на посаді льотчик випробувач; здійснювала польоти на МіГ-21, Су-7, Іл-18, Іл-28.
За час роботи льотчиком-випробувачем освоїла понад 20 типів літаків, набула кваліфікацію «льотчик-випробувач 2-го класу».
У травні 1978 року почала працювати льотчиком-випробувачем Московського машинобудівного заводу (ММЗ) «Скорость» конструкторського бюро (КБ) А. С. Яковлєва.
30 липня 1980 року на засіданні Державної міжвідомчої комісії Світлана Савицька була рекомендована до зарахування в кандидати в космонавти ММЗ «Скорость» і в серпні 1980 року була відряджена до загону космонавтів НВО «Енергія».
23 червня 1981 року після закінчення загальнокосмічної підготовки була призначена космонавтом-випробувачем ММЗ «Скорость».
З 8 грудня 1981 по 4 серпня 1982 року проходила підготовку як космонавт-дослідник першого (основного) екіпажу корабля «Союз Т-7» за програмою другої експедиції відвідування (ЕП 2) ДОС «Салют-7», разом з Леонідом Поповим та Олександром Серебровим.
З 19 по 27 серпня 1982 року Савицька здійснила свій перший політ в космос як космонавт-дослідник корабля «Союз Т-7». Працювала на борту орбітальної станції «Салют-7». Тривалість польоту склала 7 діб 21 годину 52 хвилини 24 секунди.
15 травня 1983 була переведена на роботу в загін космонавтів НВО «Енергія». Призначена космонавтом-випробувачем і заступником начальника 292-го відділу НВО «Енергія».
З 26 грудня 1983 по 4 липня 1984 року проходила підготовку як бортінженер першого (основного) екіпажу корабля «Союз Т-12» за програмою четвертої експедиції відвідування орбітальної станції «Салют-7», разом з Володимиром Джанібековим та Ігорем Волком.
З 17 по 25 липня 1984 року здійснила свій другий політ у космос як бортінженер корабля «Союз Т-12» та станції «Салют-7». Під час роботи на борту орбітальної станції «Салют-7» 25 липня 1984 першою з жінок здійснила вихід у відкритий космос. Час перебування у відкритому космосі склала 3 години 35 хвилин. Тривалість космічного польоту склала 11 діб 19 годин 14 хвилин 36 секунд. За 2 рейси в космос загальний час перебування в польоті склав 19 діб 17 годин 7 хвилин.
5 квітня 1985 року була призначена інструктором-космонавтом-випробувачем.
З грудня 1984 по листопад 1985 року проходила підготовку до польоту за програмою експедиції відвідування станції «Салют-7» як командир жіночого екіпажу разом з Катериною Івановою та Оленою Доброквашиною. Спочатку політ планувався на листопад 1985 року, але через несправність орбітальної станції «Салют-7» був перенесений на березень 1986 року. У листопаді 1985 політ був скасований через дострокове повернення на Землю екіпажу четвертої основної експедиції орбітальної станції «Салют-7» у зв'язку з хворобою командира Володимира Васютіна.
25 лютого 1986 року Савицька захистила дисертацію в МВТУ ім. Баумана та отримала ступінь кандидата технічних наук. Того ж року Світлана Євгенівна почала підготовку як командир експедиції відвідування орбітального корабля «Мир» на кораблі «Союз ТМ» як командир жіночого екіпажу, разом з Катериною Івановою та Оленою Доброквашиною. Але незабаром припинила підготовку в зв'язку з виходом у декретну відпустку. 11 листопада 1986 року у Савицької народився син Костянтин.
27 жовтня 1993 року Світлана Савицька була відрахована із загону космонавтів у зв'язку з відходом на пенсію за вислугу років у званні майора запасу.
Після виходу із загону космонавтів з 27 жовтня 1993 року по 15 квітня 1994 року працювала заступником начальника 291-го відділу НВО «Енергія».
У 1994—1995 роках працювала доцентом МАІ, займалася питаннями економіки та інвестицій.

### Політична кар'єра
Ще наприкінці 1980-х років Світлана Савицька зайнялася суспільно-політичною діяльністю. З березня 1989 по 1990 рік була депутатом Верховної Ради СРСР (за квотою від Радянського фонду миру).
З 1990 по жовтень 1993 рік була народним депутатом РФ, член депутатської групи комуністів. Працювала в Комітеті з міжнародних справ і була секретарем парламентської групи, де займалася розробкою законодавства, пов'язаного з соціальними проблемами.
У грудні 1993 року балотувалася на виборах у Державну Думу РФ I скликання від «Громадянського Союзу», але не була обрана.
17 грудня 1995 року обрана депутатом Державної Думи РФ II скликання у Пушкінському одномандатному виборчому округу № 113 (Московська область) від блоку «Спільна справа» Ірини Хакамади, але перейшла у фракцію КПРФ. Працювала в комітеті з оборони (була головою підкомітету з питань військово-технічної політики і перспективним проектам).
У грудні 1999 року була обрана депутатом Державної Думи РФ III скликання у Пушкінському одномандатному виборчому округу № 113 (Московська область) від КПРФ.
7 грудня 2003 року була обрана депутатом Державної Думи РФ IV скликання общефедеральному списку виборчого об'єднання КПРФ.
2 грудня 2007 року була обрана депутатом Державної Думи РФ V скликання за списком КПРФ, регіональна група № 81 (Санкт-Петербург).
Світлана Савицька є заступником голови Комітету Державної Думи з оборони, членом Комісії Думи з розгляду витрат федерального бюджету, спрямованих на забезпечення оборони та державної безпеки РФ.
Була членом Центральної ради Всеросійського громадсько-політичного руху «Духовна спадщина».

## Відзнаки і нагороди
Нагороджена двома медалями «Золота Зірка» Героя Радянського Союзу і двома орденами Леніна (1982, 1984), орденом «Знак Пошани» (1976), визнана гідною спеціальної медалі за встановлення жіночого світового рекорду перебування у відкритому космосі, також має золоту медаль і 18 дипломів FAI, 16 золотих спортивних медалей СРСР.
Її ім'ям названа мала планета (астероїд) — № 4118 (Света).
З серпня 1996 року є членом Президії Народно-патріотичного союзу Росії (НПСР).
Доцент, дійсний член (академік) Міжнародної академії астронавтики.

## Сім'я
Одружена, чоловік — Хатковський Віктор Станіславович (1944 р.н., льотчик, інженер-конструктор Московського машинобудівного заводу імені Ільюшина). Син — Хатковський Костянтин Вікторович (1986 р.н.).
Батько Світлани Євгенівни — Євген Якович Савицький — також двічі Герой Радянського Союзу, льотчик-ас, Маршал авіації СРСР, політик (депутат Верховної Ради СРСР 6-го скликання в 1962—1966 роках.).

## Санкції
25 лютого 2022 року, на тлі вторгнення Росії в Україну, її внесли до санкційного списку Євросоюзу.
11 березня 2022 року її внесли до санкційного списку Великої Британії.
30 вересня 2022 року була внесена до санкційних списків США.
24 лютого 2023 року внесена до санкційного списку Канади, як «причетна до триваючого порушення Росією суверенітету і територіальної цілісності України».
Також перебуває в санкційних списках Швейцарії, Австралії, Японії, України та Нової Зеландії.

### Розслідування
Була одним із депутатів Держдуми РФ, хто 22 лютого 2022 року підтримав ратифікацію "договору про дружбу, співробітництво та взаємну допомогу" між Росією й терористичними угрупованнями ЛНР та ДНР. У листопаді 2023 року заочно засуджений українським судом до 15 років позбавлення волі.